# Hollingstedt (Schleswig-Flensburgo)
Hollingstedt (in danese Hollingsted) è un comune di 1.005 abitanti dello Schleswig-Holstein, in Germania.
Appartiene al circondario (Kreis) di Schleswig-Flensburgo (targa SL) ed è parte della comunità amministrativa (Amt) di Arensharde.